# Florin Matache
Florin Matache (n. 3 august 1982, București, România) este un jucător român de fotbal care evoluează la clubul Dinamo București. Și-a făcut debutul în Liga I la data 7 iunie 2006 pentru clubul FC Dinamo București. A jucat din 2001 până în 2004 la Metalul Plopeni, actualul Intersport Plopeni, după care clubul a fost înghițit de Dinamo București și a devenit Dinamo II. El a ajuns să joace la Dinamo după ce Bogdan Lobonț și Emilian Dolha s-au accidentat. A ieșit în evidență după dubla cu Slovan Liberec 0-3 la masa verde în tur apoi 0-3 în retur și 8-9 pentru Dinamo, el parând două lovituri de la unsprezece metri.